# Marie Glázrová

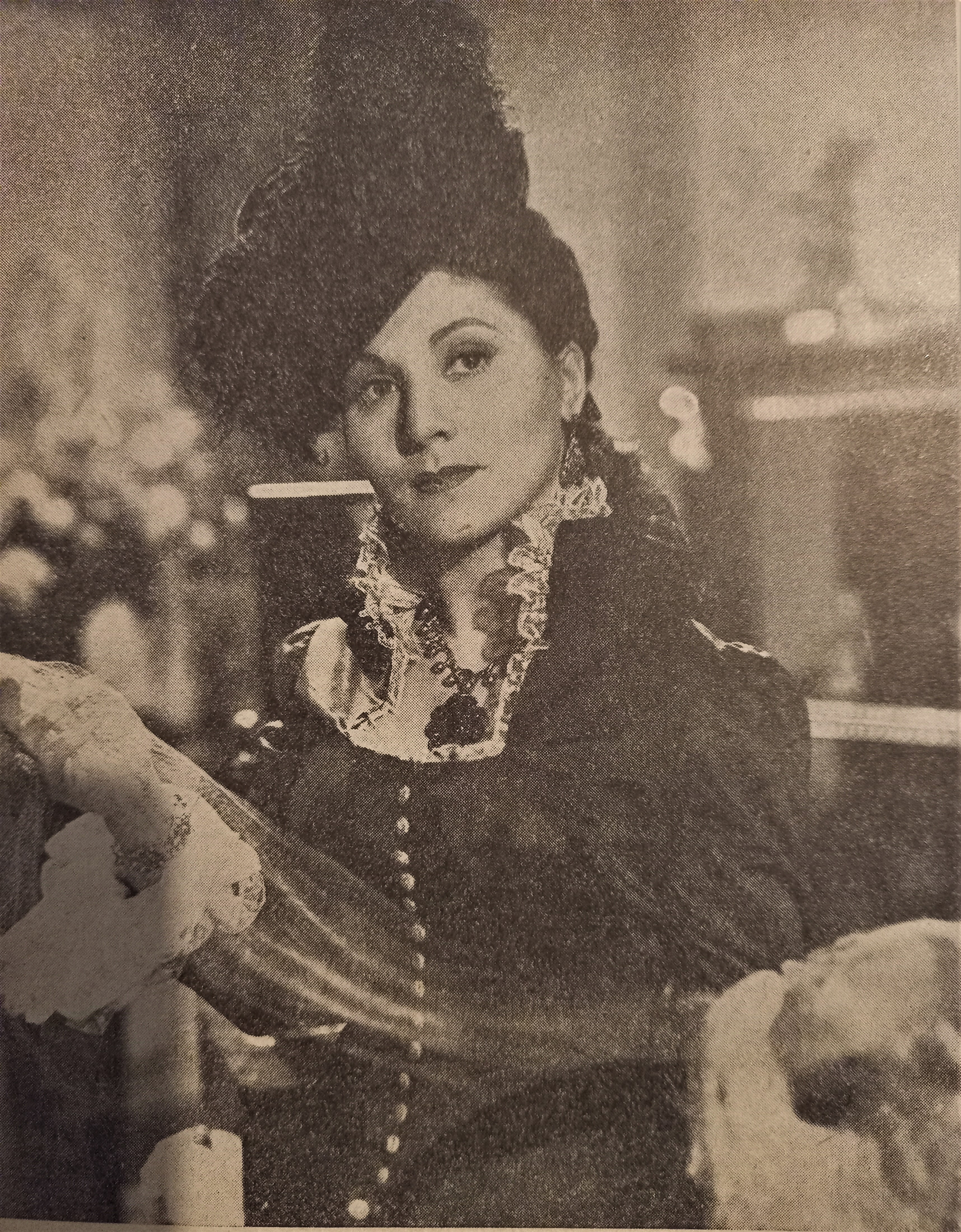
Marie Glázrová (film Tanečnice, foto Kinorevue 1943)

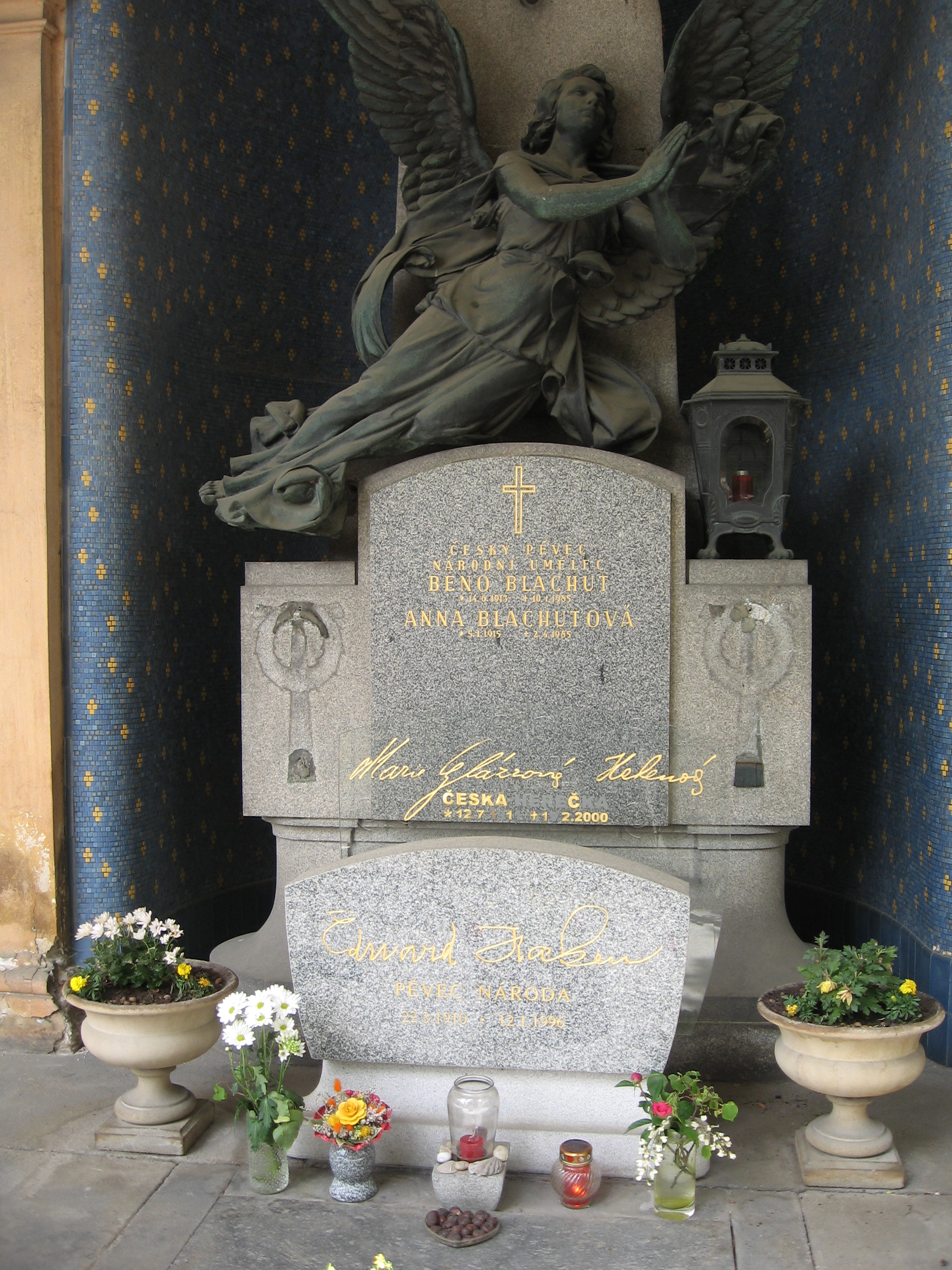
Hrob Beno Blachuta, Marie Glázrové-Hakenové a Eduarda Hakena na Vyšehradském hřbitově

Marie Glázrová, psána též Glasrová (12. července 1911 Horní Suchá – 19. února 2000 Praha) byla česká herečka.

## Život
V začátku kariéry používala tvar příjmení Glaserová. Byla dcerou venkovského lékaře Vavřince Glasera (1875–1942), nadšeného ochotnického herce. Studovala herectví u herečky Izy Hamerníkové-Grégrové, poté studovala na dramatickém oddělení Státní konzervatoře Praha. K jejím učitelům patřil např. Jaroslav Hurt a Marie Laudová. Po dokončení studií (1931) nastoupila na jeden rok v divadle v Plzni. V letech 1932–1937 hrála v Divadle na Vinohradech. Od roku 1939 byla stálým hostem ND a od roku 1940 členkou činohry Národního divadla v Praze. Pohřbena je v Praze na Vyšehradském hřbitově.

### Rodinný život
Byla manželkou operního pěvce a sólisty opery Národního divadla Eduarda Hakena. Jejich dcera PhDr. Marie Ulrichová–Hakenová je členkou zastupitelstva MČ Praha 5 (údaj 2020).

## Dílo
Kromě divadelní činnosti hrála v letech 1934 až 1986 i v mnoha filmech a působila v rozhlase, především jako umělecká recitátorka.

### Film
Mezi její nejznámější filmové role patří Rozina z filmu Rozina sebranec (režie Otakar Vávra, 1945), a vdova Kubátová ve filmu Byl jednou jeden král (režie Bořivoj Zeman, 1954).
- 1934 Poslední muž – role: Zdenka, dcera Kohoutových
- 1937 Hlídač č. 47 – role: Anna, Doušova žena
- 1937 Láska a lidé – role: Anna Hošková
- 1937 Lidé na kře – role: Marta, Zdeňkova dívka
- 1937 Naši furianti – role: Markytka
- 1937 Maryša – role: Rozára
- 1938 Její pastorkyně – role: Jenufa
- 1938 Stříbrná oblaka – role: Jiřina Novotná
- 1938 Svět kde se žebrá – role: Zorka Náhlíková
- 1938 V pokušení – role: Eva Skálová, Janova snoubenka
- 1939 Dvojí život – role: Žofka
- 1939 Paní Morálka kráčí městem – role: Lilka
- 1939 Srdce v celofánu – role: Marta
- 1939 Ulice zpívá – role: Lory Navrátilová, jejich hospodyně a milá Franciho
- 1940 Babička – role: paní kněžna
- 1940 Pelikán má alibi – role: Jarmila
- 1942 – Kníže Václav (Drahomíra); Městečko na dlani (Anči Karasová); Okouzlená (Jitka Zykanová); Gabriela (Gabriela Tuzarová); Noční motýl	(herečka Helena, Vargova žena); Turbina (dělnice Žofka Pečulíková)
- 1943 – Tanečnice (Clo Satranová, taneční umělkyně)
- 1944 – Bludná pouť (tanečnice Nina Tikalová); Děvčica z Beskyd (Terezka)
- 1945 – Rozina sebranec (Rozina); Z růže kvítek (Kristýnka)
- 1946 – Lavina (Irena)
- 1950 – Posel úsvitu (Clam-Martinicová)
- 1954 – Byl jednou jeden král (vdova Kubátová, podruhyně)
- 1955 – Po noci den (Růžena Drátková)
- 1960 – Vyšší princip (Skálová, Janina matka)
- 1961 – Drobínek (maminka Drobínková)
- 1965 – Hrdina má strach (Hofmánková)
- 1968 – Jarní vody (Lenora Roselliová, matka Gemmy)
- 1969 – Hvězda (Olga, Slávčina přítelkyně)
- 1976 – Honza málem králem (Honzova máma)
- 1986 – Velká filmová loupež (herečka)

### Televize
- 1953 – Medvěd (TV inscenace); Vojnarka (TV inscenace)
- 1956 – Nepřátelé (TV divadelní představení, Taťjana)
- 1960 – Tříminutový rozhovor (TV inscenace)
- 1962 – Jejich den (TV inscenace, paní Magda); Sicilská komedie (TV inscenace, kmotra Gesa, Mitina teta)
- 1966 – Ministerstvo strachu (TV inscenace, Bellairsová); Poprask na laguně (TV divadelní představení, paní Pasqua)
- 1968 – Zločin lorda Savila (TV inscenace, vévodkyně z Paisley)
- 1971 – Lepší pán (TV film); Maryša (TV inscenace)
- 1972 – Cena zlata (TV inscenace)
- 1979 – Bakaláři (TV cyklus, povídka Neteř, Radkova matka)
- 1982 – Kočičí hra (TV divadelní představení, Adelaida Brucknerová)
- 1985 – Nebožtík si nepřál květy (TV inscenace, paní Bakkeová)

## Ocenění
- 1942 Národní cena
- 1958 Vyznamenání Za vynikající práci
- 1960 zasloužilá členka ND
- 1963 titul zasloužilý umělec